# Лучи света (фонд)

Фонд Лучи света, или институт Лучи света — это национальная, некоммерческая, беспартийная организация в США, нацеленная на задействование как можно большего числа людей в разрешение серьёзных конфликтов. Фонд Лучи света создал около 400 филиалов, включая 350 волонтерских центров и 58 национальных и международных организаций, действующих как центры гражданского предприятия.
Фонд Лучи света был основан в 1990 году и предлагает множество различных программ продукции и услуг поддержания добровольческих организаций и добровольческих инициатив с поддержкой и з штаб-квартиры в Вашингтоне.
Название организации возникло от цитаты «Тысяча лучей света», использованной во время инаугурации Президента Джорджа Герберта Уокера Буша, ставшего нарицательным именем:
Перед нами на расстоянии вытянутой руки виднеется перспектива обновленной Америки. Мы можем найти смысл и вознаграждение в служении некой цели, большей чем своя собственная, сияющей цели, свечению тысяч лучей света. И это понятно всем, кто знает непреодолимую силу руки ребенка, или друга, который стоит вместе с вами, там, рядом с вами, щедрого жеста волонтера, идеи, которая является совершенно верной.

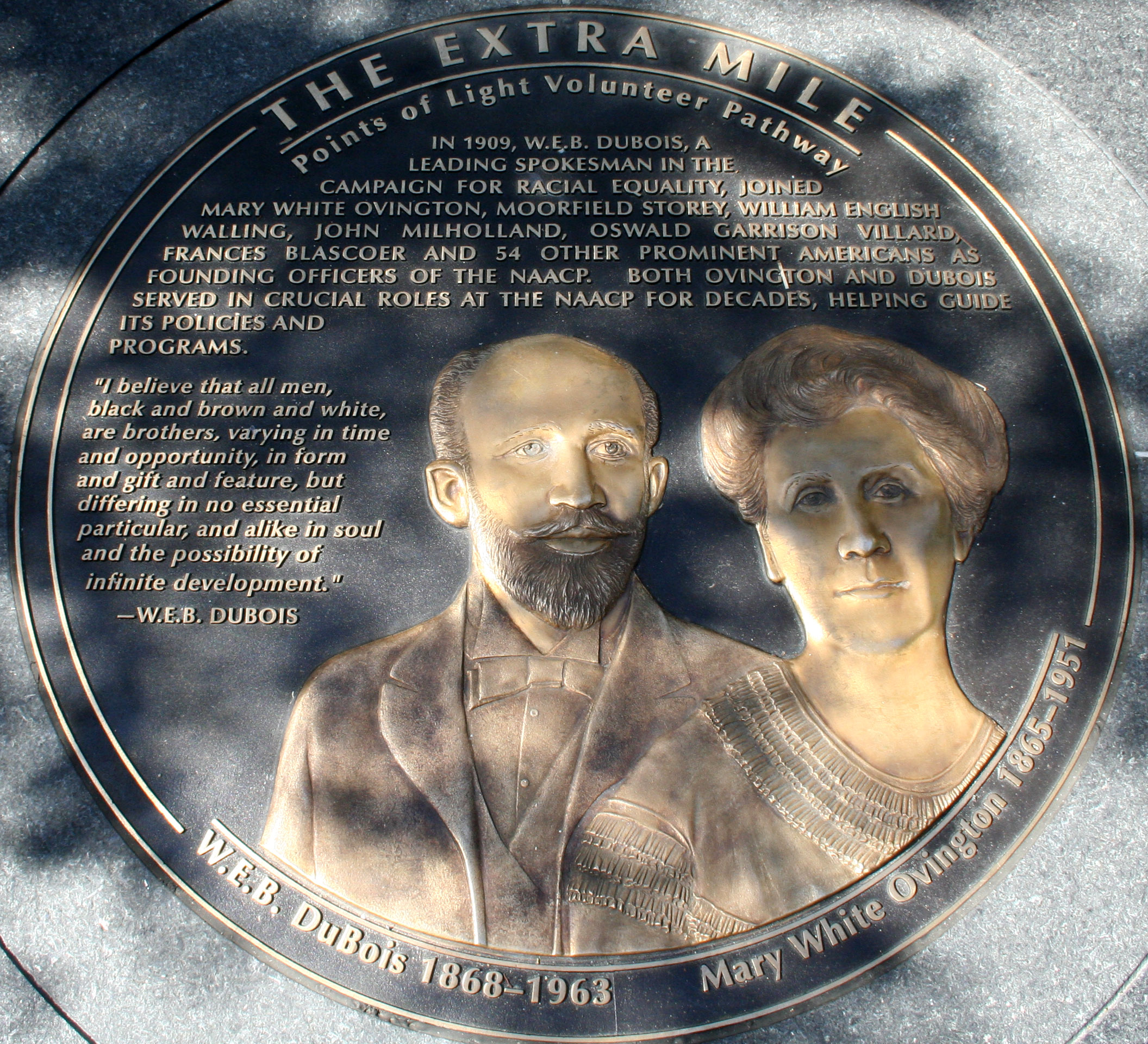
Сверхмиля

Ещё одним проектом Лучей света является проект Сверхмиля по установлению вдоль улиц Вашингтона именных мраморных вех с бронзовыми барельефными медальонами с изображением на них выдающихся волонтеров, оказавших ощутимую помощь уязвимым слоям общества. На данный момент на улицах Вашингтона имеется 70 подобных вех на каждой миле. 